# ديفيد كارب (كاتب)
ديفيد كارب (بالإنجليزية: David Karp)‏‏ (5 مايو 1922 في مانهاتن - 11 سبتمبر 1999 في بيتسفيلد)؛ روائي، وكاتب سيناريو من الولايات المتحدة.

## الجوائز
- زمالة غوغنهايم

## روابط خارجية
- ديفيد كارب على موقع IMDb (الإنجليزية)
- ديفيد كارب على موقع قاعدة بيانات الفيلم (الإنجليزية)